# Lukas Sinkiewicz
Lukas Sinkiewicz (ur. 9 października 1985 w Tychach jako Łukasz Sienkiewicz) – piłkarz niemiecki pochodzenia polskiego grający na pozycji środkowego obrońcy.

## Kariera klubowa
Sinkiewicz pochodzi z Tychów, ale w młodym wieku wyjechał z rodzicami do Niemiec. Piłkarską karierę rozpoczął w klubie FC Flerzheim, a następnie grał także w dwóch innych mniejszych klubach VfL Rheinbach i 1. FC Quadrath-Ichendorf, a w 1996 roku podjął treningi w 1. FC Köln. W 2003 roku awansował do kadry pierwszej drużyny, a 24 kwietnia 2004 zadebiutował w Bundeslidze w przegranym 2:4 wyjazdowym meczu z Hamburger SV. Köln spadło jednak z ligi i sezon 2004/2005 Sinkiewicz rozgrywał w 2. Bundeslidze. Wtedy był już zawodnikiem wyjściowej jedenastki i wspomógł zespół z Kolonii w walce o awans, a sezon 2005/2006 ponownie rozegrał w pierwszej lidze. Köln zajęło jednak dopiero 17. miejsce i znów zostało zdegradowane o klasę niżej. Sinkiewicz jeszcze przez rok grał w zespole 1. FC Köln. Przez cztery sezony rozegrał dla tego klubu 76 meczów i zdobył jednego gola.
Latem 2007 roku po nieudanym sezonie Köln, które nie awansowało do ekstraklasy, Sinkiewicz opuścił klub i za 1,6 miliona euro przeszedł do Bayeru 04 Leverkusen. W Bayerze zadebiutował 25 sierpnia 2007 w wygranym 3:0 domowym spotkaniu z Karlsruher SC. W 2009 roku wywalczył z Bayerem wicemistrzostwo Niemiec. Przez 3 sezony rozegrał 39 spotkań ligowych i strzelił 2 gole.
Latem 2010 roku Sinkiewicz przeszedł do FC Augsburg.
W 2011 roku przeszedł do VfL Bochum.
| Sezon   | Klub                   | Kraj   | Rozgrywki     | Mecze | Bramki |
| ------- | ---------------------- | ------ | ------------- | ----- | ------ |
| 2003/04 | 1. FC Köln amat.       | Niemcy | Regionalliga  | 2     | 0      |
| 2003/04 | 1. FC Köln             | Niemcy | Bundesliga    | 4     | 0      |
| 2004/05 | 1. FC Köln             | Niemcy | 2. Bundesliga | 26    | 1      |
| 2005/06 | 1. FC Köln             | Niemcy | Bundesliga    | 33    | 0      |
| 2006/07 | 1. FC Köln             | Niemcy | 2. Bundesliga | 13    | 0      |
| 2007/08 | Bayer 04 Leverkusen    | Niemcy | Bundesliga    | 19    | 2      |
| 2008/09 | Bayer 04 Leverkusen    | Niemcy | Bundesliga    | 13    | 0      |
| 2009/10 | Bayer 04 Leverkusen    | Niemcy | Bundesliga    | 7     | 0      |
| 2009/10 | Bayer Leverkusen amat. | Niemcy | Regionalliga  | 2     | 0      |
| 2010/11 | FC Augsburg            | Niemcy | 2. Bundesliga | 10    | 1      |
| 2011/12 | VfL Bochum             | Niemcy | 2. Bundesliga | 0     | 0      |

## Kariera reprezentacyjna
Sinkiewicz mógł wybierać, czy chce grać dla reprezentacji Niemiec czy reprezentacji Polski, ale ostatecznie wybrał pierwszą opcję. Początkowo występował w drużynie młodzieżowej U-21, a 3 września 2005 zadebiutował w pierwszej reprezentacji za kadencji selekcjonera Jürgena Klinsmanna w przegranym 0:2 towarzyskim spotkaniu ze Słowacją. Był brany pod uwagę przy ustalaniu 23-osobowej kadry na MŚ 2006, ale ostatecznie nie znalazł się w niej. Zagrał w 3 meczach.
Piłkarz ma cały czas możliwość grania dla reprezentacji Polski, w związku z tym że mecze rozegrane pod niemieckimi barwami były towarzyskimi, co zgodnie z nowymi przepisami pozwala mu wciąż zmienić kadrę.